# Сјмала
Сјмала (итал. Simala) је насеље у Италији у округу Ористано, региону Сардинија.
Према процени из 2011. у насељу је живело 353 становника. Насеље се налази на надморској висини од 144 м.

## Становништво
Према резултатима пописа становништва 2011. у општини је живело 357 становника.
| 1931. | 1936. | 1951. | 1961. | 1971. | 1981. | 1991. | 2001. | 2011. |
| ----- | ----- | ----- | ----- | ----- | ----- | ----- | ----- | ----- |
| 617   | 630   | 728   | 698   | 571   | 522   | 467   | 399   | 357   |